# Josephine Herbst
Josephine Herbst (5 de marzo de 1892 - 28 de enero de 1969) fue una escritora y periodista estadounidense, activa desde 1923 hasta cerca del momento de su muerte. Fue una activista radical simpatizante del comunismo que incorporó la filosofía socialista a sus obras de ficción  y se alineó con la izquierda política. Escribió novelas proletarias, concebidas siguiendo la línea del partido comunista en términos marxistas que se han descrito como una mezcla sutil de arte y propaganda.

## Biografía
Herbst nació en Sioux City, Iowa. Terminó la escuela secundaria en 1910 y asistió al Morningside College (1910-1912), la Universidad de Iowa (1912-1913), la Universidad de Washington (1916) y la Universidad de California en Berkeley, donde obtuvo su licenciatura en 1918. Después se trasladó a Nueva York y allí se integró en el grupo de personas involucradas en la edición de las publicaciones “The Writer” (en) y “The Liberator” (en). Fue amiga de Genevieve Taggard, Max Eastman y Albert Rhys Williams. El periodista y poeta Maxwell Anderson, que estaba casado, se convirtió en su amante. Herbst publicó sus primeros relatos cortos bajo el seudónimo de Carlotta Geet en el “American Mercury” y en la revista literaria “The Smart Set” (en), editada más tarde por H. L. Mencken, con el que había trabajado como redactora de publicidad y lectora editorial.
Viajó a Europa en 1922. En Berlín, comenzó a escribir su primera novela, “Following the Circle” (no publicada), un relato de su aventura con Maxwell Anderson y los abortos de ella y de su hermana. En París, en 1924, se enamoró del escritor John Herrmann (en), nueve años más joven que ella. La pareja abandonó Europa a finales del año y vivió en una casa de campo en New Preston, Connecticut, durante el año 1925. Se casaron en 1926 y compraron una casa rural en Erwinna, Pensilvania, en 1928, que fue el hogar de Herbst hasta su muerte. La pareja se separó en 1934 (se divorciaron en 1940).
En la década de 1920 Herbst trabó amistad con Nathan Asch, Robert McAlmon, William Carlos Williams y Ernest Hemingway, Katherine Anne Porter y John Dos Passos. Además de sus novelas, en la década de 1930 publicó en varios periódicos y revistas, incluido New Masses, más tarde editado por Whittaker Chambers. En 1936 se le concedió la Beca Guggenheim. En 1937 realizó una gira por los frentes de la guerra civil española, como huésped de los grupos estalinistas de la Segunda República Española.
Después de Pearl Harbor Herbst consiguió un trabajo como escritora de propaganda para la difusión al exterior de la OCI (en) (“Office of the Coordinator of Information”), antecedente de la CIA), pero fue despedida unos meses más tarde, en 1942, después de una investigación a fondo del FBI, que descubrió que en su día había escrito que votó a los Comunista, que presionó al embajador de Estados Unidos en Francia para introducir extranjeros comunistas en EE. UU. y que era una "gran admiradora" de Stalin y consideraba al entonces jefe del Partido Comunista, Earl Browder, demasiado "tímido".
Durante el enfrentamiento entre Alger Hiss y Whittaker Chambers, Herbst reconoció ante el FBI que en el apartamento que compartieron ella y John Herrmann durante tres meses, en 1934, había visto documentos extraídos de las oficinas del gobierno por los miembros del Ware Group para ser transmitidos a Nueva York. [6] Dijo a sus abogados que Chambers y Herrmann comentaron el reclutamiento de Alger Hiss para ayudarles a conseguir este tipo de documentación y que ellos y Harold Ware le dijeron a mediados de 1934 que ya estaban en contacto con Hiss, tratando de reclutarlo para el espionaje, más de seis meses antes de la fecha en la que Hiss reconoció haberse reunido con las Chambers.
Según escribió su biógrafa, Elinor Langer, en sus cartas y otros documentos Herbst revelaba que sabía que Chambers era "un agente clandestino del Partido Comunista conocido como 'Carl', responsable de la transmisión de documentos, obtenidos gracias a una célula de empleados gubernamentales simpatizantes con el comunismo de Washington DC , a los representantes comunistas en Nueva York". Ruth Herrmann, viuda del exmarido de Herbst, John Herrmann, dijo a Langer que su marido fue el hombre que presentó a Chambers y Alger Hiss.

### Obras de Herbst
- Nothing is Sacred, 1928
- Money for Love, 1929
- Trexler trilogy:
  - Pity is Not Enough, 1933
  - The Executioner Waits, 1934
  - Rope of Gold, 1939
- Satan's Sargeants, 1941
- Somewhere the Tempest Fell, 1947
- New Green World, 1954
- The Starched Blue Sky of Spain and Other Memoirs, 1991

### Obras sobre Herbst
- Barbara Wiedemann, Josephine Herbst’s Short Fiction: A Window to Her Life and Times. Susquehanna UP, 1998. ISBN 978-1-57591-007-9.